# Лаппалайнен, Каарло
Каарло «Калле» Кустаа Лаппалайнен (фин. Kaarlo "Kalle" Kustaa Lappalainen; 30 сентября 1877 — 9 мая 1965) — финский стрелок, призёр Олимпийских игр.
Каарло Лаппалайнен родился в 1877 году в Муртолахти, Великое княжество Финляндское. В 1920 году на Олимпийских играх в Антверпене он принял участие в соревнованиях по семи стрелковым дисциплинам, и завоевал серебряную и бронзовую медали.